# Pozsega környéki mészárlások
A Pozsega környéki mészárlások a Pozsega városát körülvevő falvakból származó, túlnyomórészt idős horvátországi szerbek ellen elkövetett tömeggyilkosságok voltak, melyeket 1991. október 29-én a Horvát Hadsereg (HV) 121. újgradiskai, és 123. pozsegai dandárja követett el.
A Pozsegai Válságbizottság 1991. október 28-án a rádióban és az utcákra kihelyezett transzparenseken 26 Pozsega környéki, túlnyomórészt szerbek lakta falu evakuálásáról szóló rendeletet adott ki, melyben a lakosságnak 48 órát adott a távozásra. A parancsot állítólag azzal az ürüggyel adták ki, hogy a falvakat megvédik. Nem sokkal a határidő lejárta után a Miljenko Crnjac vezette horvát csapatok bevonultak a területre, kifosztva és felgyújtva a falvakat. Három falu azért menekült meg, mert volt néhány horvát lakosa. Bár a falusiak többsége elhagyta otthonát, az idősek egy része ottmaradt. Azokat, akik nem tudtak vagy nem akartak elmenni az akció során megölték. Az elpusztított falvak közé tartozott Čečavački Vučjak, Šnjegavić, Jeminovac és Ruševac. A zágrábi székhelyű Szerb Demokrata Fórum becslései szerint a mészárlásban 44 polgári személy halt meg, több mint 1000 ház és egyéb épület semmisült meg, és több mint 1400 ember vált hajléktalanná.

## Fordítás
Ez a szócikk részben vagy egészben  a    Požega villages massacre című angol Wikipédia-szócikk ezen változatának fordításán alapul.  Az eredeti cikk szerkesztőit annak laptörténete sorolja fel. Ez a jelzés csupán a megfogalmazás eredetét és a szerzői jogokat jelzi, nem szolgál a cikkben szereplő információk forrásmegjelöléseként.